# Genlyd Grammofon
Genlyd Grammofon (eller blot Genlyd) er et dansk pladeselskab oprettet i 1974 af rockgruppen Gnags, med base i Aarhus-forstaden Kongsvang. Jesper Bay og Thomas Helmig var senere medejere, henholdsvis i perioderne 1985–95 og 1988–90.
Den 1. august 1990 blev selskabet solgt til det tyske pladeselskab Bertelsmann Music Group (der senere blev til Sony Music Entertainment) for mere end 20 mio. kr. Genlyd stoppede med at udgive musik i 2000 hvor BMG oprettede et søsterselskab, Genlyd 2000, der udgav dansksproget musik fra bl.a. Karen, Malk De Koijn og Peter Sommer, indtil 2010. I 2006 begyndte Genlyd dog at udgive musik igen, med bl.a. Peter Sommer, Thomas Helmig og Marie Key.

## Artister
Genlyd har gennem tiden udgivet kunstnere som::
- Gnags
- Thomas Helmig
- Søs Fenger
- Gangway
- Henning Stærk
- Kaare Norge
- Stig Møller
- Dieters Lieder
- Peter Belli
- Marie Key

## Ekstern henvisning
- Genlyd på Discogs